# Кунешти (Калараш)
Кунешти (рум. Cunești) насеље је у Румунији у округу Калараш у општини Градиштеа. Oпштина се налази на надморској висини од 17 m.

## Становништво
Према подацима из 2002. године у насељу је живело 965 становника, од којих су сви румунске националности.